# Titularerzbistum Miletus
Miletus (ital.: Mileto) ist ein Titularerzbistum der römisch-katholischen Kirche. 
Es geht zurück auf einen untergegangenen Bischofssitz in der antiken Stadt Milet in der kleinasiatischen Landschaft Karien. 
| Titularerzbischöfe von Miletus |                               | |                  |                  |
| Nr.                            | Name                          | Amt                                                                                                 | von              | bis              |
| 1                              | Osvaldo Casali                | | 11. Juli 1892    | 1907             |
| 2                              | Adéodat-Jean-Roch Wittner OFM | Apostolischer Koadjutorvikar von Ost-Shantung Apostolischer Vikar von Ost-Shandong (Republik China) | 28. April 1907   | 1. Dezember 1936 |
| 3                              | Eduardo Tonna                 | emeritierter Bischof von İzmir (Türkei)                                                             | 15. April 1939   | 7. November 1963 |
| 4                              | Salvatore Pappalardo          | Apostolischer Pro-Nuntius Präsident der Päpstlichen Diplomatenakademie                              | 7. Dezember 1965 | 17. Oktober 1970 |